# Twist and Shout (film)
Pour les articles homonymes, voir Twist and Shout (homonymie).
Pour plus de détails, voir Fiche technique et Distribution.
Twist and Shout (Tro, håb og kærlighed) est un film danois réalisé par Bille August, sorti en 1984.

## Synopsis
En 1963, alors que les Beatles ont énormément de succès au Danemark, Bjørn et Erik, deux adolescents, sont meilleurs amis. Kirsten voudrait sortir avec Bjørn mais celui-ci aime Anna. Erik s'occupe de sa mère malade et est amoureux de Kirsten.

## Fiche technique
- Titre : Twist and Shout
- Titre original : Tro, håb og kærlighed
- Réalisation : Bille August
- Scénario : Bjarne Reuter et Bille August
- Musique : Bo Holten
- Photographie : Jan Weincke
- Montage : Janus Billeskov Jansen
- Production : Per Holst
- Société de production : Per Holst Filmproduktion, Palle Fogtdal et Danmarks Radio
- Pays :  Danemark
- Genre : Comédie dramatique et film musical
- Durée : 108 minutes
- Dates de sortie : 
  -  Danemark : 26 décembre 1984

## Distribution
- Adam Tønsberg : Bjørn
- Lars Simonsen : Erik
- Camilla Søeberg : Anna
- Ulrikke Bondo : Kirsten
- Bent Mejding : le père d'Erik
- Aase Hansen : la mère d'Erik
- Arne Hansen : le père de Bjørn
- Lone Lindorff : la mère de Bjørn
- Kurt Ravn : Kurt

## Distinctions
Le film a été nommé pour quatre prix Robert.